# Clock
Clock var en svensk kedja av snabbmatsrestauranger som existerade mellan 1976 och 1999, som framför allt sålde hamburgare.
Efter att kedjan avvecklades såldes varumärket och bytte ägare flera gånger. En ny hamburgerrestaurang med namnet Clock öppnade i Härnösand under 2019.

## Historia
Clock startades 1976 av SARA som då ingick i statliga Statsföretag. Den första restaurangen öppnade i mars 1976 i Medborgarhuset på Götgatan i Södermalm i Stockholm.
Några veckor efter att den första restaurangen öppnat meddelade SARA att man hade köpt kedjan Carrols svenska del. Carrols hade etablerats i Sverige år 1974 och hade vid uppköpstillfället totalt fem restauranger: tre i Stockholm, en i centrala Sundbyberg och en i Södertälje. Carrols-restaurangerna gjordes om till Clock. Clock förvärvade kort därefter även Floyd Pattersons kedja Floyds startad i Sundsvall och med flera restauranger runt om Sverige. 
Clock konkurrerade främst med McDonald's, bland annat genom att ha lägre priser än sin konkurrent. År 1987 fick man de svenska rättigheterna till Pizza Hut.
Clock expanderade därefter i Sverige och öppnade även restauranger i Finland och Norge. Den norska delen av kedjan etablerades i samarbete med konsumentkooperationen Norges Kooperative Landsforening. År 1985 köpte man den norska kedjan Snappy's som blev grunden för den norska delen av Clock.
Från SARA övergick Clock 1987 till Procordia, och 1991 blev Clock privatägt och börsnoterat. Clock hade då ett flertal restauranger, framför allt i Mellansverige, och en utökning av antalet restauranger planerades under 1994.
I mitten av 1990-talet påbörjades ett samarbete med Pizza Hut och restaurangerna började även sälja pizzor.

### Avvecklingen
Clock fick ekonomiska problem under 1990-talet och började sälja ut sina restauranger. År 1996 gick man 35 miljoner kronor i förlust.
I början av 1998 ägde Provobis tretton Clock-restauranger, men vid årsskiftet 1998/1999 var sju av dem avyttrade och avtal om avyttrande av ytterligare fyra hade tecknats. För de två återstående hade ett letter of intent om överlåtelse tecknats för den ena och beslut om stängning av den sista hade fattats. De avyttrade enheterna frånträddes fram till den 31 mars 1999. Avvecklingen av Clock kostade Provobis 34 miljoner kronor under åren 1997–1998.
I flera fall övertogs Clocks lokaler av de konkurrerande kedjorna Max Hamburgerrestauranger, Burger King och McDonalds.
Den sista Clock-restaurangen, som låg vid Stavsjö längs E4 mellan Norrköping och Nyköping, lades ned 1999.

## Maten
De egna specialiteterna hos Clock var Baconburgaren med en currydressing, den stora Number One med såväl en chili- som majonnäsdressing, och den under några år förekommande Big Dream som bland annat inkluderade en ananasskiva i burgaren.
I sortimentet fanns även en liten hamburgare, en liknande ostburgare och en Big Mac-inspirerad dubbelhamburgare, som hette Big Clock. Seriefiguren Bamse användes som maskot i kedjans barnmenyer.

## Varumärket

### Åren 2007–2014

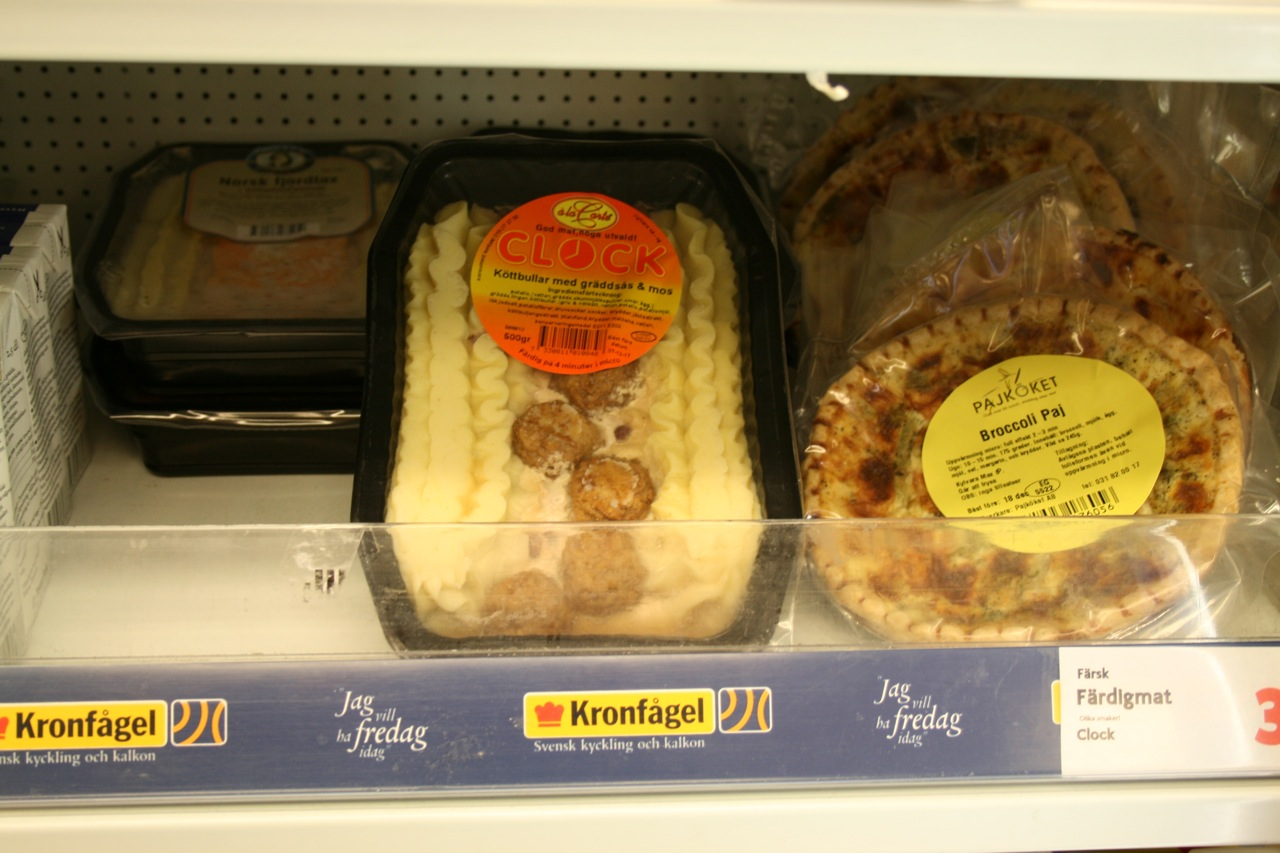
I mitten färdigmat med varumärket Clock i en butiks kyldisk 2007.

Varumärket Clock förvärvades 2007 av Thomas Jensen, och Clock Sverige AB bildades. De sålde diverse färdigmat och färdiga såser, med den klassiska Clock-logotypen, till butiker och kaféer.
Företaget försattes i konkurs i februari 2014. I mars 2014 bjöds varumärket ut till försäljning på annonsplatsen Blocket.

### Åren 2016–2019
Varumärket köptes 2016 av entreprenören Magnus Nystrand som planerade att återetablera hamburgerkedjan på flera håll i Sverige genom franchiseavtal.

### 2019–
Varumärket köptes av Camilla Moliis och en hamburgerrestaurang med namnet Clock öppnades i Härnösand fredagen den 23 augusti 2019.